# Linga-Bibliothek
Die Linga-Bibliothek für Lateinamerika-Forschung der Freien und Hansestadt Hamburg ist eine der größten Spezialbibliotheken zu Lateinamerika in Deutschland und aufgrund ihrer wertvollen Altbestände eine der bedeutendsten Bibliotheken zur Lateinamerika-Forschung in Europa. Sie ist an der Staats- und Universitätsbibliothek Hamburg angesiedelt und wird von der Stiftung der Linga-Bibliothek in der Freien und Hansestadt Hamburg gefördert.

## Profil
Die Linga-Bibliothek sammelt aktuelle Forschungsliteratur zu Geschichte, Politik, Wirtschaft, Ethnologie, Landeskunde, Geografie sowie zu Kunst, Kultur und Literatur Lateinamerikas ebenso wie seltene Werke vergangener Jahrhunderte. Der heutige Bibliotheksbestand von über 45.000 Medieneinheiten ist ursprünglich aus der bibliophilen Sammlung von Carlos Linga (* 1877; † 1963) mit 6.000 vorwiegend antiquarischen Werken hervorgegangen, die den Grundstock der Bibliothek bei der Gründung 1957 bildeten. In den nachfolgenden Jahrzehnten verschob sich der Sammlungsschwerpunkt zunehmend auf die Erwerbung aktueller Literatur aus Lateinamerika, die durch deutsch- und englischsprachige Studien ergänzt wird. Der geografische Fokus erweiterte sich auf alle lateinamerikanischen Regionen, der zeitliche Rahmen erstreckt sich nun von den präkolumbischen Kulturen bis zu Lateinamerika im 21. Jahrhundert. Neuere Forschungsschwerpunkte wie Cultural Studies und Studien zu den Hispanics in den USA sind hinzugekommen. Neben wissenschaftlicher Literatur hält die Bibliothek auch zahlreiche andere Angebote bereit wie etwa Romane, Quelleneditionen, Bildbände, aktuelle Reiseliteratur sowie eine Sammlung lateinamerikanischer Spielfilme.

## Wertvoller Altbestand
Zu den Schätzen der Bibliothek gehören seit Beginn seltene Quellen aus dem 16. bis 19. Jahrhundert, die als zeitgenössische Originalausgaben oder als Faksimile-Editionen vorhanden sind. Neben lateinisch- und spanischsprachigen Erstausgaben ist oft auch die entsprechende deutsche, französische oder englische (zeitgenössische) Übersetzung zu finden. Bücher über Mexiko bildeten zunächst den regionalen Schwerpunkt. Thematisch umfasste die Sammlung anfangs hauptsächlich das Zeitalter der amerikanischen Entdeckung und Eroberung, der Kolonialzeit sowie Reiseliteratur und Studien zu vorspanischen Kulturen. Zum Bestand gehören beispielsweise Erstausgaben der Briefe von Hernán Cortés an Kaiser Karl V. und eine Beschreibung von Bernal Díaz del Castillo über die Eroberung des Aztekenreiches sowie die Reiseberichte aus Südamerika von Hans Staden und Ulrich Schmidel aus dem 16. Jahrhundert. Diese europäischen Darstellungen werden ergänzt durch indigene Geschichtsdeutungen in Faksimile-Ausgaben altmexikanischer Bilderhandschriften (Kodizes). Eine weitere Besonderheit stellen die „Humboldtiana“ dar, eine umfangreiche Werk-Sammlung von und über den deutschen Forschungsreisenden und Naturwissenschaftler Alexander von Humboldt, der Lateinamerika zwischen 1799 und 1804 erkundete. In seiner Nachfolge bereisten zahlreiche europäische Wissenschaftler und Künstler die neu entstandenen Staaten Lateinamerikas. Ihre Zeugnisse bilden als illustrierte Reisebeschreibungen, Abhandlungen und Atlanten in Originalausgaben ebenfalls einen Schwerpunkt der Sammlung.

## Geschichte
Die am 12. Oktober 1957 in Hamburg eröffnete Bibliothek wurde nach Carlos Linga (* 20. April 1877 in Altona; † 20. Oktober 1963 in Cuernavaca, Mexiko) benannt. Mit 17 Jahren ging Linga 1894 nach einer kaufmännischen Ausbildung als Vertreter der Hamburger Handelsfirma Wöhler, Bartning Sucesores nach Mexiko. Ab 1904 wurde er dort als selbständiger Unternehmer tätig, hauptsächlich im Bereich des Zuckerhandels. Linga war jedoch nicht nur Kaufmann und Unternehmer, er interessierte sich auch für die mexikanische Geschichte und die vorspanischen Kulturen. Er wurde Mitglied verschiedener wissenschaftlicher Gesellschaften, hielt Vorträge und veröffentlichte Artikel, beispielsweise über die Geschichte der Druckerei im kolonialen Mexiko. In den folgenden Jahrzehnten begann er eine bibliophile Büchersammlung aufzubauen, die er Anfang der 1950er Jahre seiner Geburtsstadt, der Freien und Hansestadt Hamburg, anbot. Die Hansestadt war zu jener Zeit bemüht, ihre Stellung als Standort für Lateinamerika-Forschung und -Handel auszubauen und stellte Räumlichkeiten im neu eingerichteten Ibero-Amerika-Haus zur Verfügung. Das Ibero-Amerika-Haus sollte den Austausch zwischen den verschiedenen in Hamburg angesiedelten akademischen und wirtschaftlichen Institutionen fördern, die sich mit Lateinamerika befassten. Die Linga-Bibliothek konnte dort am 12. Oktober 1957 zeitgleich mit der Einweihung des Ibero-Amerika-Hauses eröffnet werden. Linga verfügte vor Ort über ein eigenes Arbeitszimmer und kümmerte sich bis kurz vor seinem Tod persönlich um den weiteren Ausbau der Sammlung. Nach Jahrzehnten beständig gewachsener Bibliotheksbestände reichten die Räumlichkeiten des Ibero-Amerika-Hauses nicht mehr aus. Seit 1991 ist die Linga-Bibliothek daher im Altbau der Staats- und Universitätsbibliothek Hamburg untergebracht.

## Stiftung der Linga-Bibliothek in der Freien und Hansestadt Hamburg
Die Fortentwicklung der Bibliothek wurde nach Lingas Tod durch seine Witwe, Bertha Probst de Linga (* 13. März 1891 im Allgäu; † 26. Oktober 1982 in Hamburg) gesichert, die 1967 die Stiftung der Linga-Bibliothek in der Freien und Hansestadt Hamburg gründete. Da der Hauptstiftungszweck in der Förderung der Linga-Bibliothek besteht, kann seitdem die Erwerbung der aktuellen Forschungsliteratur und die Ergänzung der Antiquaria-Sammlung aus den Stiftungserträgen verlässlich finanziert werden. Vorsitzender der Stiftung ist satzungsgemäß der jeweilige Direktor der Staats- und Universitätsbibliothek Hamburg; zurzeit hat Robert Zepf das Amt inne. Neben Vertretern der Staatsbibliothek gehören dem Vorstand auch Hamburger Kaufleute und Wissenschaftler an. Letztere wurden zunächst durch Mitarbeiter aus dem Ibero-Amerika-Haus repräsentiert, diese Funktion ist mittlerweile auf Vertreter der Lateinamerika-Studien an der Hamburger Universität übergegangen. Der Studiengang spiegelt mit seiner interdisziplinären Ausrichtung die verschiedenen mit Lateinamerika befassten Wissenschaftszweige wider und gewährleistet die enge Verbindung zu wichtigen Zielgruppen der Bibliothek, den Forschenden und Studierenden.

## Bibliotheksbenutzung
Der Bibliotheksbestand ist im Campus-Katalog der Staats- und Universitätsbibliothek Hamburg nachgewiesen. Für eine gezielte Recherche gibt es die Möglichkeit innerhalb des Campus-Katalogs im Fachausschnitt für die Linga-Bibliothek zu suchen. Darüber hinaus werden die Bestände auch in überregionalen Katalogen nachgewiesen sowie in der Virtuellen Fachbibliothek Cibera. Eine weitere Möglichkeit der thematischen Suche ist die Online-Recherche mithilfe der Linga-Systematik. Mit Ausnahme der Präsenzexemplare und wertvoller Altbestände können die Bücher mit einem Ausweis der Hamburger Staats- und Universitätsbibliothek ausgeliehen oder im Rahmen der deutschen und internationalen Fernleihe bestellt werden.